# ソロモン・ベレワ
ソロモン・エクマ・ドミニク・ベレワ（Solomon Ekuma Dominic Berewa、1938年8月6日 - 2020年3月5日）は、シエラレオネの政治家。同国副大統領、シエラレオネ人民党（SLPP）党首を歴任。2007年大統領選挙に出馬したが、決選投票の末に破れた。

## 来歴
1938年8月6日、イギリス保護領だったシエラレオネ南部州のボー地区にて生誕。
1996年に発足したアフマド・テジャン・カバー政権下では法務大臣・司法長官を務めた。当時シエラレオネは政府と反政府武装集団・革命統一戦線(RUF)との間で内戦が続いていたが、1999年にトーゴの首都ロメで開かれた政府とRUFとの会談ではベレワが政府側代表として交渉に当たり、ロメ和平合意を導いた。
2002年1月に内戦が終結し、同年5月にカバー大統領が再選され、ベレワは副大統領に任命された。2005年9月にはシエラレオネ人民党(SLPP)の党首に選出され、2007年8月11日に行われた大統領選挙に出馬した。選挙にはSLPPから離党した人民民主改革運動(PMDC)党首のチャールズ・マルガイや、最大野党全人民会議(APC)のアーネスト・コロマなども出馬した。投票総数の55％以上を得票した候補者がいなかったため、1位のコロマと2位のベレワで決選投票が行われ、コロマが得票率54.6%で当選、ベレワは45.4%にとどまり落選した。
2020年3月5日、首都フリータウンのチョイスラム記念病院にて81歳で死去。